# بخش کلینتون (شهرستان وینتون، اوهایو)
بخش کلینتون (به انگلیسی: Clinton Township) یک منطقهٔ مسکونی در ایالات متحده آمریکا است که در شهرستان وینتون، اوهایو واقع شده‌است.
 بخش کلینتون ۸۱٫۹ کیلومتر مربع مساحت و ۲٬۰۵۲ نفر جمعیت دارد و ۲۳۶ متر بالاتر از سطح دریا واقع شده‌است.